# Pauline Carton
Pauline Carton, gebürtig Pauline Aimée Biarez (* 4. Juli 1884 in Biarritz; † 15. Juni 1974 in Paris) war eine französische Schauspielerin.

## Leben
Sie spielte lange Zeit Theater, bevor sie in den 1920er Jahren regelmäßig Filmrollen übernahm. Carton wurde eine vielbeschäftigte Nebendarstellerin, die einfache Frauen aus dem Volk verkörperte, zum Beispiel als Dienstmädchen, Haushälterin, Hausmeisterin oder Reinigungskraft. 
Besonders oft stand sie bei Inszenierungen Sacha Guitrys vor der Kamera. Bisweilen wurden ihr auch größere Aufgaben übertragen, so war sie in Jean Cocteaus Das Leben zu zweit 1958 in der tragenden Rolle der Madame Vattier zu sehen.

## Filmografie (Auswahl)
- 1912: La petite fonctionnaire
- 1915: La fille du Boche
- 1920: Les étrennes à travers les âges
- 1921: Blanchette
- 1925: Die zwei Leben des Mathias Pascal (Feu Mathias Pascal)
- 1930: Das Blut eines Dichters (Le sang d'un poète)
- 1933: Du haut en bas
- 1934: Die Verdammten (Les misérables, zwei Teile)
- 1936: Vater sein – dagegen sehr (Le mioche)
- 1936: Mein Vater hat recht gehabt (Mon père avait raison)
- 1936: Taras Bulba (Tarass Boulba)
- 1936: Roman eines Schwindlers (Le roman d'un tricheur)
- 1937: Der Dickschädel (Gribouille)
- 1937: Die Perlen der Krone (Les perles de la couronne)
- 1938: Die Straße der Liebe (Remontons les Champs-Élysées)
- 1939: Revolte der Lebenden (Le monde tremblera)
- 1940: Ohne ein Morgen (Sans lendemain)
- 1940: Narziss, der unfreiwillige Flieger (Narcisse)
- 1942: Der Liebhaber von Borneo (L'Amant de Bornéo)
- 1942: Das schöne Abenteuer (La Belle aventure)
- 1947: Hafenliebchen (Les Amants du pont Saint-Jean)
- 1949: Barry – Der Held von St. Bernhard (Barry)
- 1950: Miquette et sa mère
- 1951: Frauen in Gefahr (Le vrai coupable)
- 1951: Das Scheusal (La Poison)
- 1952: Das Mädchen mit der Peitsche (La fille au fouet)
- 1953: Meine Frau betrügt mich (Carnaval)
- 1954: Versailles – Könige und Frauen (Si Versailles m'était conté)
- 1955: Napoleon (Napoléon)
- 1955: Ihre Liebesnacht (Les fruits de l'été)
- 1957: Mörder und Diebe (Assassins et voleurs)
- 1957: Die Zwillinge und der Mörder (Les trois font la paire)
- 1958: Das Leben zu zweit (La vie à deux)
- 1962: Der längste Tag (The Longest Day)
- 1967: Allô Police (Fernsehserie, 1 Folge)